# The Catch (Band)
The Catch war ein von Don Snow und Andy Duncan gegründetes britisches Popduo.

## Bandgeschichte
Don Snow spielte zunächst bei Sinceros, Squeeze und Lene Lovich. Andy Duncan war ein erfahrener Studiomusiker, der u. a. für David Bowie, Wham!, Madness, John Martyn und Toyah arbeitete. Im Frühjahr 1983 lernten sich die zwei Musiker, die die Liebe zur Dance-Musik verband, bei Studioaufnahmen kennen. Sie bildeten ein Team und stellten ihre Soloprojekte zurück.
Im gleichen Jahr veröffentlichten sie als „The Catch“ die erste gemeinsame Single 25 Years, bei der Snows Falsett zum Markenzeichen wurde. Im Text geht es um einen Farmer, der sein Leben lang hart gearbeitet hat und dann wegen eines kleinen Diebstahls zu 25 Jahren Gefängnis verurteilt wird. In Deutschland wurden 400.000 Singles verkauft, in Großbritannien blieb das Projekt erfolglos.
Darauf trennten sich Snow und Duncan im Herbst 1983 wegen musikalischer Differenzen. Für Duncan kam Chris Whitten. Ihr gemeinsames Debüt gaben die beiden 1984 mit der Single Under the Skin und dem Album Balance of Wires. Funk, Swing und Pop wurden bei weiteren Projekten vermehrt integriert, großer Erfolg stellte sich aber nicht mehr ein.
Als Jonn Savannah produziert Don Snow heute Meditationsmusik. Für die Jubiläumssingle 25 der Fantastischen Vier sang er 2014 die Hookline des Hits 25 Years mit leicht verändertem Text neu ein. Die Percussion-Sequenz dieses Liedes wurde bereits früher von den Fantastischen Vier im Lied Saft auf dem Album 4 gewinnt (1992) gesampelt.

## Mitglieder
- Don Snow (* 13. Januar 1957) – Gesang, Keyboard
- Andy Duncan – Schlagzeug, Percussion
- Chris Whitten (* 26. März 1953) – Schlagzeug – ab 1984 für Duncan

## Diskografie

### Alben
- 1984: Balance on Wires
- 1986: Walk the Water
- 1991: 25 Years: The Album (als The Catch feat. Don Snow; Kompilation)
- 2014: 25 Years: The Best of Singles and 12inch Versions (Kompilation, 2 CDs)

### Singles
- 1983: 25 Years
- 1984: Under the Skin
- 1984: On the Road Again
- 1985: Find the Love
- 1986: The Difference
- 1986: Soul Information
- 1991: 25 Years (The 1991 Version)
- 1992: A Man’s Gotta Do (What a Man’s Gotta Do)
- 1996: 25 Years (Version ’96)
- 2004: 25 Years (Remixes)